# Monika Harms (Politikerin)
Monika Harms (* 3. Januar 1942 in Bremen; † 16. März 2012 ebenda) war eine deutsche Politikerin (CDU) und Mitglied der Bremischen Bürgerschaft.

## Biografie
Harms wurde Mitglied der CDU.
Sie war von 1991 bis 1999 Mitglied der 13.  und 14. Bremischen Bürgerschaft und dort Mitglied verschiedener Deputationen, u. a. für das Bauwesen und für den Sport, sowie im Petitionsausschuss und im Ausschuss zur Förderung der Gleichberechtigung der Frau.
Sie war verheiratet und hatte Kinder.